# Civilization IV
Sid Meier’s Civilization IV ist ein Globalstrategiespiel und der vierte Teil innerhalb der Sid-Meier’s-Civilization-Spieleserie. Es wurde von Firaxis Games unter Anleitung von Sid Meier von Soren Johnson und seinem Team designt. Es erschien in Europa im November 2005. Mit Civilization V existiert ein direkter Nachfolger. Der Vorgänger war Civilization III.
Es erschienen zwei Erweiterungen: Civilization IV: Warlords und Civilization IV: Beyond the Sword. 2007 erschien Civilization IV Complete, welches das Hauptprogramm sowie die ersten beiden Erweiterungen umfasst. Das im April 2009 veröffentlichte Civilization IV Ultimate enthält außerdem die alleine lauffähige Erweiterung Civilization IV: Colonization.

## Spielprinzip
Das Gameplay ist grundsätzlich typisch für die Serie. Der Spieler ist Herrscher einer Nation und führt sein Volk von der Steinzeit bis in die Zukunft. Dabei spielen Forschung, Militär und Diplomatie und neuerlich nun auch die Religion eine Rolle. Insgesamt 18 Nationen mit 30 Staatsoberhäuptern stehen zur Auswahl. Dabei lassen sich Staatsformen und Politik beliebig miteinander kombinieren. Jede Nation bietet jeweils eine eigens vorbehaltene Einheit. Zudem lassen sich Einheiten im Rang befördern. Erstmals wird die Spielwelt in 3D-Grafik dargestellt. Für den Mehrspieler wurde ein Modus eingebaut, der die Spieldauer stark reduziert. Um der Modding-Community entgegenzukommen, wurde ein Software Development Kit mitgeliefert. Zudem können aus Satellitenbildern automatisch Karten mit dem Karteneditor erzeugt werden.

## Zensur
Die Fassungen sind weltweit identisch. Lediglich in der deutschen Fassung wird zum Thema Faschismus aus Mein Kampf zitiert und dabei Adolf Hitler nicht mehr beim Namen genannt.

## Entwicklung
Von der Gemeinschaft werden Fan-Patches bereitgestellt und unter der GNU General Public License veröffentlicht. Mit dem Ende von GameSpy wurde das Internetspiel auf die Steam-Bibliotheken umgestellt.

## Rezeption
Für Heinrich Lehnhard von PC Games sei der vierte Teil auch der bislang beste. Jörg Luibl von 4Players betonte die hohe Spieltiefe, die den Spieler lange in den Bann zöge. Die Änderungen am Gameplay machen laut Andreas Philipp von Gameswelt Sinn. Die hübsche Präsentation locke sowohl neue Spieler als auch die hart gesottenen Fans an.